# 深山亀三郎
深山 亀三郎（みやま かめさぶろう、1889年11月19日 - 1929年8月14日）は、日本の陸軍軍人。最終階級は陸軍中佐。

## 経歴
広島県安芸郡仁保村（現・広島市）出身。陸士24期卒業。同期は、陸軍中将土橋勇逸、陸軍中将沼田多稼蔵。後輩に武藤章がいる。
1927年（昭和2年）11月に鈴木貞一らと共に木曜会を結成。1929年5月、二葉会と木曜会が合流した一夕会にも所属。同年8月14日、各務原飛行連隊の演習視察のため、八七式重爆撃機に搭乗して立川飛行場を出発したが、東京府北多摩郡砂川町の陸稲畑に墜落し、同乗した小川恒三郎・藤岡万蔵ら7人は即死、深山は搬送先の立川陸軍病院で死亡した。
邇保姫神社（広島県広島市南区西本浦町12-13）の門柱左に「陸軍砲兵中佐深山亀三郎君殉職之碑」が建っている。

## 略歴
『航空殉職録 陸軍編』p.450-451による。
- 1909年（明治42年）3月 - 広島県立広島中学校卒業
- 1912年（明治45年/大正元年）
  - 5月28日 - 陸軍士官学校卒業（24期）
  - 12月24日 - 砲兵少尉
- 1914年（大正3年）11月25日 - 陸軍砲工学校普通科卒業
- 1915年（大正4年）
  - 12月8日 - 陸軍砲工学校高等科卒業
  - 12月25日 - 砲兵中尉
- 1917年（大正6年）1月9日 - 陸軍重歩兵射撃学校教官
- 1920年（大正9年）
  - 8月23日 - 砲兵大尉
  - 11月22日 - 陸軍大学校卒業（32期、恩賜）
  - 12月1日 - 野戦重歩兵第6連隊中隊長
- 1921年（大正10年）5月13日 - 参謀本部第三課勤務
- 1922年（大正11年）4月1日 - 参謀本部部員
- 1925年（大正14年）1月6日 - 軍事研究のためイギリス駐在員として2年間ロンドン留学
- 1927年（昭和2年）
  - 7月26日 - 砲兵少佐
  - 8月2日 - 東京警備参謀
- 1928年（昭和3年）
  - 3月24日 - 海軍軍令部参謀
  - 12月12日 - 陸軍大学校兵学教官
- 1929年（昭和4年）
  - 8月14日 - 死去
  - 8月15日 - 陸軍砲兵中佐進級

## 栄典
- 1913年（大正2年）2月20日 - 正八位[4]
- 1916年（大正5年）3月20日 - 従七位[5]
- 1920年（大正9年）9月20日 - 正七位[6]
- 1924年（大正13年）7月26日 - 勲六等瑞宝章[7]
- 1929年（昭和4年）8月15日 - 従五位[8]、勲五等双光旭日章[9]